# В'юрок
В'юро́к (Fringilla montifringilla) — співочий птах родини в'юркових (Fringillidae). В Україні пролітний зимуючий вид на всій території.

## Зовнішній вигляд та визначення в природі

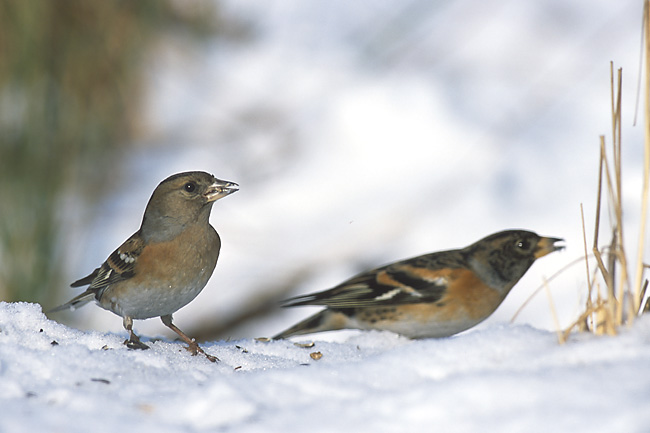
Самець і самка

Невеликий птах, розміром приблизно з горобця. Маса тіла 23—29 г, довжина тіла близько 15 см. У дорослого самця в шлюбному вбранні голова, задня частина шиї і спина чорні; поперек і надхвістя білі; горло, воло і частина верхніх покривних пер крил руді; боки тулуба рудуваті, з чорними плямами; груди і черево білі; на покривних перах крила біла пляма, вздовж основи чорних махових пер проходить біла смуга; стернові пера чорні; дзьоб чорний, ноги темно-бурі. У дорослого самця у позашлюбному вбранні голова і спина бурі, з темною строкатістю; білі плями і смуги на крилах з рудим відтінком; дзьоб жовтий, на кінці бурий; ноги світло-бурі. Доросла самка схожа на самця у позашлюбному вбранні. Але світліша, з сіруватими смугами на боках шиї. Молодий птах подібний до дорослої самки.
Пісня подібна до пісні зеленяка, але хрипкіша; поклик — різке «вжя… вжя…».

## Поширення
Північна Євразія від Скандинавії на схід до Корякського хребта і Камчатки. На північ до Скандинавії до 70-ї паралелі, до північної частини Кольського півострова, пониззя Печори, на Ямалі і в долині Таза до 67-ї паралелі, до дельти Єнісею, між Єнісеєм та Леною до 71-ї паралелі, між Леною та Індигіркою до 70-ї паралелі. Від долини Індигірки північна межа ареалу простягається до верхів'я Анадира. На південь до південної Норвегії, центральної Швеції, Литви, Московської і південної частини Нижньогородської областей Росії, в області Уральського хребта до 54-ї паралелі, в Західному Сибіру до 55-ї паралелі, до Маркаколя, центрального і південно-східного Алтаю, Східних Саян, хребтів Хамар-Дабана, Байкальського, Баргузинського, Південно-Муйського, Станового, Джагди, далі на схід південна межа до 52-ї паралелі. Острови: Сахалін та Курильські.
Перелітний птах. Зимує в районах з малосніжними і безсніжними зимами, головним чином в Європі, на Близькому Сході і на сході Азії, іноді в степовій зоні.

## Чисельність
В Європі гніздову популяцію оцінюють в 13—22 млн пар та 39—66 млн особин. Враховуючи, що в Європі розташовано 25—49% площі гніздового ареалу, попередня оцінка загальної чисельності виду становить 79—264 млн особин.

## Місця існування
Тайговий вид, гніздиться у хвойних лісах. На півночі ареалу досягає південної тундри, на півдні тяжіє до грі, до межі березового криволісся і кедрового стланника на висоті 3000 м, окремі ізольовані місця гніздування існують в зоні мішаних лісів, у лісостепу.

## Гніздування

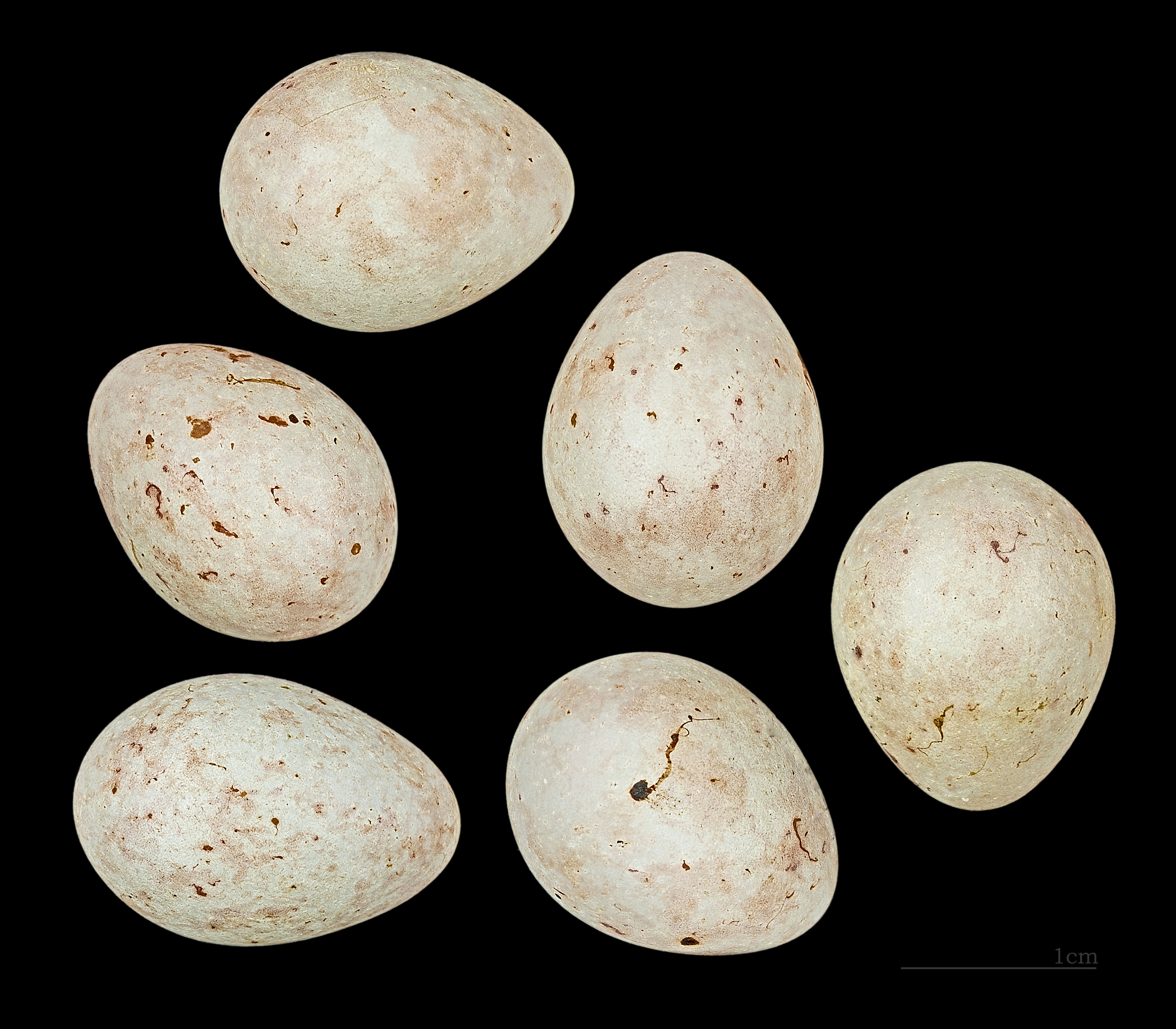
Fringilla montifringilla

На місця гніздування прилітає у другій половині березня — першій половині квітня.
Гнізда розміщує на деревах на висоті 2—5 м. Гніздо більш масивне та більш рихле, ніж у зяблика. Стінки гнізда щільні та відносно товсті, зроблені з трав'янистих стебел і моху, зовні вкриті лишайниками і шматочками берести. Лоток вистелений шерстю, пір'ям і рослинним пухом. Кладка складається з 5—7, частіше 6 яєць, подібних на яйця зяблика, але мають більш зелений основний фон, рисунок більш дрібний і блідий. Розміри яєць: 17—22 х 14—15 мм.
Відліт з місць гніздування відмічається у вересні — першій половині жовтня.

## Ресурси Інтернету
- http://www.sevin.ru/vertebrates/index.html?birds/664.html [Архівовано 20 грудня 2016 у Wayback Machine.]
- В'юрокна сайті «ecosystema» [Архівовано 16 січня 2013 у Wayback Machine.](рос.)